# Cha Pu

Le Cha Pu (pinyin : chápǔ ; litt. « manuel du thé ») est une courte œuvre écrite en 1440 par Zhu Quan, le prince de Ning le 17e fils de l'empereur Hongwu de la dynastie Ming. Il décrit les méthodes de préparation et de dégustation du thé. Certains considèrent qu'il s'agit d'une étape importante dans la culture du thé en Chine.
Après l'interdiction par l'empereur Hongwu[réf. nécessaire]  de la fabrication du gâteau de thé, Zhu Quan a plaidé pour une méthode plus simple de trempage du thé en vrac, une rupture radicale avec les méthodes de préparation du gâteau de thé héritées des dynasties Tang et Song, ouvrant ainsi une nouvelle ère dans la culture du thé chinoise. L'ouvrage comprend également une brève discussion sur les produits à base de thé.

## Contenu
Le Manuel du thé comprend une préface et seize chapitres, :
- Préface

1. Sélection de thé (品茶)
2. Stockage du thé (收茶)
3. Fouettage du thé (點茶)
4. Méthode parfumante au thé (熏香茶法)
5. Brasero à thé (茶爐)
6. Poêle à thé (茶竈)
7. Moulin à thé (茶磨)
8. Rouleau de broyage (茶碾)
9. Tamis à thé (茶羅)
10. Support à thé (茶架)
11. Cuillère à thé (茶匙)
12. Fouet à thé (茶筅)
13. Tasse à thé (茶甌)
14. Pichet à thé (茶瓶)
15. Méthode de chauffage de l'eau (煎湯法)
16. Sélection de l'eau (品水)

## Articles de thé de la dynastie Ming
Certains ustensiles de préparation du thé dérivent d'ustensiles de la dynastie Tang (Le Classique du thé de Lu Yu) et de la dynastie Song (Old Man Shen-an).